# Plimna hidroelektrana La Rance
Plimna hidroelektrana La Rance je prva svjetska elektrana na plimu i oseku, a još uvijek i najveća elektrana te vrste u svijetu. Smještena je na estuariju rijeke La Rance (Bretanja, Francuska). Otvorena je 26. studenog 1966., s instaliranom snagom od 240 MW. Ugrađeno je 24 vodne turbine. Stupanj iskorištenja je oko 40 %, pa je stvarna snaga u prosjeku 96 MW. Godišnje proizvede električne energije oko 600 GWh. Plimna brana je duga 750 metara, od čega hidroelektrana zauzima 332,5 metara. Plimno jezero što se stvori morskim mijenama je oko 22,5 km2. 
Plimnu hidroelektranu La Rance godišnje posjeti oko 200 000 turista. Kroz brodsku prevodnicu na zapadnom kraju plimne brane prođe oko 16 000 plovila godišnje, pogotovo prema kanalu La Manche. Lokalni autoput prelazi preko brane, a pomični most se podiže u slučaju prolaza velikih brodova.

## Povijest
Još 1925. se započelo s jednom drugom plimnom hidroelektranom u Francuskoj, ali se 1930. odustalo zbog nedostatka novčanih sredstava. Iako se nije uspjelo s tim prvim pokušajem, to je pomoglo da se nastavi u području estuarija rijeke La Rance. Ustvari, u tom području su postojale od prije vodenice na morske mijene. 
U području estuarija rijeke La Rance prosječne plime su visine oko 8 metara, dok maksimalna vrijednost je 13,5 metara, za vrijeme proljetnog perigeja. Prve studije za plimnu hidroelektranu La Rance su napravljene još 1943., dok su radovi počeli tek 1961. Trebale su dvije godine samo da se područje za plimnu branu osuši, kako bi radovi počeli 1963. Gradnja je trajala 3 godine i 1966. je tadasnji predsjednik Francuske Charles de Gaulle otvorio elektranu. Cijena koštanja je bila oko 94,5 milijuna eura.

## Utjecaj na okoliš
Na plimnoj brani stalno se skupljaju nanosi mulja iz rijeke La Rance. Pješćane jegulje i ribe list su nestale iz tog područja, dok su se lubini i sipe vratile nakon nekog vremena.